# نوئل کوارد
نوئل پیرس کَوارد (انگلیسی: Noël Peirce Coward؛ زادهٔ ۱۶ دسامبر ۱۸۹۹ – درگذشتهٔ ۲۶ مارس ۱۹۷۳) نمایش‌نامه‌نویس، آهنگساز، کارگردان، بازیگر و خوانندهٔ اهل انگلستان بود.

## کارها

### اقتباس‌های سینمایی از آثار کوارد
- سست‌عفاف، به کارگردانی آلفرد هیچکاک (بریتانیا، ۱۹۲۸، براساس نمایشنامه‌ای به همین نام)
- پیچاب، به کارگردانی آدریان برونل (بریتانیا، ۱۹۲۸، براساس نمایشنامه‌ای به همین نام)
- سواران، به کارگردانی فرانک لوید، فاکس قرن بیستم (۱۹۳۳، براساس نمایشنامه‌ای به همین نام)
- برخورد کوتاه، به کارگردانی دیوید لین (بریتانیا، ۱۹۴۵، براساس نمایشنامهٔ طبیعت بی‌جان) (کوارد همچنین فیلم‌نامه‌نویس و تهیه‌کنندهٔ اثر نیز بود)
- برخورد کوتاه، به کارگردانی الن بریجز (بریتانیا، ۱۹۷۴، براساس نمایشنامهٔ طبیعت بی‌جان)
- سست‌عفاف، به کارگردانی استفان الیوت (بریتانیا، ۲۰۰۸، براساس نمایشنامه‌ای به همین نام)[۲]

### بازیگر
- جایی که خدمت می‌کنیم (۱۹۴۲)
- دور دنیا در هشتاد روز (۱۹۵۶)
- مأمور ما در هاوانا (۱۹۵۹)
- بسته غیرمنتظره (۱۹۶۰)
- پاریس در تب‌وتاب (۱۹۶۴)
- بانی لیک گم شده (۱۹۶۵)
- بوم! (۱۹۶۸)
- کسب‌وکار ایتالیایی (۱۹۶۹)

### نمایشنامه
- زندگی‌های خصوصی (۱۹۲۹)
- روح دلخوش (۱۹۴۱)
- امشب رأس هشت ونیم (۱۹۳۵)